# مرز (فیلم ۲۰۱۴)
مرز (به انگلیسی: The Frontier) یک فیلم درام آمریکایی محصول سال ۲۰۱۴ به کارگردانی مت رابینوویتس با بازی ماکس گیل، کلمن کلی و آناستازیا سندیک است.
اولین بار فیلم در جشنواره فیلم جنوب از جنوب غربی در ۷ مارس ۲۰۱۴ به نمایش درآمد. این فیلم در تاریخ ۵ مه ۲۰۱۵ در آمریکا منتشر شد.

## داستان
پسر بیگانه برای مقابله با پدر بزرگسال خود به خانه بازمی‌گردد تا ببیند آیا رابطه ای بین آنها باقی مانده‌است یا خیر.